# Essé
Essé település Franciaországban, Ille-et-Vilaine megyében. Lakosainak száma 1028 fő (2022. január 1.). Essé Le Theil-de-Bretagne, Boistrudan, Janzé, Marcillé-Robert és Piré-Chancé községekkel határos.

## Népesség
A település népességének változása:
| Lakosok száma | 831  | 747  | 816  | 995  | 1122 | 1111 | 1093 | 1061 | 1050 | 1028 |
|               | 1968 | 1982 | 1990 | 2006 | 2013 | 2015 | 2017 | 2019 | 2020 | 2022 |